# Столовый переулок
Столо́вый переу́лок — переулок в Центральном административном округе города Москвы. Проходит от Медвежьего до Скатертного переулка, лежит с внешней стороны от Никитского бульвара. Нумерация домов ведётся от Медвежьего переулка.

## История
Территория за Никитскими и Арбатскими воротами Белого города была заселена посадскими людьми уже в середине XVI века. От Никитских ворот шла Волоцкая (Новгородская) дорога на Волоколамск и далее на Новгород, от Арбатских — Смоленская дорога на Смоленск. Между этими дорогами находилась так называемая Поварская (Кормовая) слобода Земляного города, в которой жили повара, пекари и другая обслуга царского двора. От неё остались названия переулков: Скатертного, Столового, Ножового, Хлебного, не сохранившегося Чашникова переулка, Поварской улицы. При Иване Грозном часть этой территории входила в Опричный двор.
Деревянное ограждение Земляного города (Скородом) было выполнено в 1591—1592 годах под руководством Бориса Годунова. В 1611 году во время московского восстания практически все деревянные строения Скородома и Белого города сгорели. В первой трети XVII века, при царе Михаиле Фёдоровиче, Земляной город был отстроен заново.
В связи с переносом столицы в Санкт-Петербург царские слободы пришли в упадок и на их месте в кварталах, прилегающих к Пречистенским, Арбатским, Никитским и Тверским воротам стали селиться дворяне. В 1812 году место выгорело полностью, как и большинство районов Москвы. С XIX века застраивается сначала деревянными, а потом каменными особняками и доходными домами, становится престижным.
В Столовом переулке в конце XVII века находился двор царицы Натальи Кирилловны, матери Петра I.
Столовый переулок носил также название «Мёртвый переулок». Так он называется на плане Москвы, составленном И. Ф. Мичуриным в 1739 году и, например, на Плане столичного города Москвы 1843 года Хавского. На карте «План столичного города Москвы вновь снятый в 1859 году» дано уже современное название.
На плане С. М. Горихвостова (1767 год) он имеет уже современные очертания, однако Ножовый переулок не пересекал его насквозь, как сейчас.
В 1970—1990-е годы малоэтажные постройки (дома № 1, 3 и др.) были снесены. Оставшиеся здания реконструированы.
В 2007 году введено одностороннее движение к Медвежьему переулку.

## Примечательные здания

### По нечётной стороне
- № 5 — семиэтажная часть здания поликлиники Министерства экономического развития РФ. Шести- и трехэтажная части здания поликлиники выходят в Скатертный переулок (дом 10-12, стр. 1). Является государственным лечебно-профилактическим учреждением, оснащена импортным оборудованием (из ФРГ, Швеции, Японии). Проводятся инструментальные и лабораторные исследования, работает служба помощи на дому. На седьмом этаже — семейная клиника «Медэкспресс». Ранее на этом месте находился деревянный дом, в котором жил известный археограф, филолог и историк К. Ф. Калайдович (1792—1832).
- № 7 (стр. 1, 2) — В основе постройки — одноэтажный жилой флигель 1780-х годов на усадьбе князя И. Ф. Голицына, уцелевший в пожаре 1812 года. В 1817 году участок приобретен казной для устройства Арбатского частного дома. Поначалу в уцелевшем корпусе разместили квартиру брандмейстера и казарму пожарной команды. В 1832 году дом надстроен по проекту архитектора И. Я. Быковцева под руководством М. И. Бове-второго. В здании размещались канцелярия Частного дома и двухэтажная квартира частного пристава, а в южном крыле — конюшня и кузница[5] В конце XIX века перестраивался архитектором М. И. Никифоровым. После пробивки в 1930-е годы Ножового переулка за счет владения Арбатской части здание заняло близкое к угловому положение в квартале. В 2000-е годы самовольно возведен четвертый этаж. В 2010 году здание выявлено в качестве памятника, согласованы и начались реставрационные работы, надстройка разобрана. В 2016 году собственник памятника — «Центр комплексного развития» — получил охранное обязательство. В начале 2018 года Хамовнический суд удовлетворил иск Мосгорнаследия к собственнику об исполнении этого обязательства. Собственнику назначен срок — 9 месяцев. В настоящее время не используется, внесён в Красную книгу Архнадзора (электронный каталог объектов недвижимого культурного наследия Москвы, находящихся под угрозой), номинация — реконструкция[5].
- № 11 — Доходный дом Н. А. Муромцева (Первого московского Никитского товарищества квартировладельцев) (1913—1914, архитектор В. В. Воейков), реконструирован. Располагается медицинский центр «Натуропатия».

### По чётной стороне
- № 2 (№ 3 по Медвежьему переулку) — пятиэтажный жилой дом постройки 1899 года, архитектор Н. И. Якунин.
- № 4 и 6 — ансамбль четырёхэтажных доходных домов (1901—1903 годы), составляющих единое целое с домом 15 по Мерзляковскому переулку и домом 31 по Большой Никитской улице. Памятник архитектуры, архитектор Николай Дмитриевич Струков (1859 — после 1926 года). До революции в доме № 4 была явочная квартира ЦК РСДРП. В доме № 4 в 1920-х годах жил балалаечник-виртуоз Николай Петрович Осипов (1901—1945), в доме № 6 — преподаватель пения Умберто Мазетти (Masetti; 1869—1919), профессор Московской консерватории[6]. Проезд между домами 4 и 6 к Больший Никитской ранее был закрыт высокой чугунной решеткой с воротами. В настоящее время в доме № 6 располагаются офисы компаний «Инфосети», «Нефть-консалт» инвестиционные компании «Инвеко», «Открытие».
- № 10 — Угловая трехэтажная часть здания выстроена в 1906 году архитектором К. А. Грейнертом для женской гимназии М. Г. Брюхоненко (переехавшей с другого адреса: Большой Кисловский переулок, дом 4)[7]; о том времени вспоминала в своей мемуарной книге бывшая ученица гимназии Наталия Сац[8]. Помещение было расширено в 1958—1967 годах пристройкой четырёхэтажной части по Столовому переулку и блока с актовым и спортивным залами по Ножовому переулку. Ныне размещается Средняя общеобразовательная школа № 110 с углублённым изучением испанского языка, возникшая путём объединения нескольких частных гимназий.
- Двенадцатиэтажное кирпичное здание на углу Столового и Ножового переулков имеет адрес Большая Никитская, 37.

## В литературе
```
И где бы ни был я, но снова
К вам возвращаюсь я душой,
Мой Хлебный, Скатертный, Столовый,
Подаренные мне судьбой...
[
9
]
```